# Claude Engel
Pour les articles homonymes, voir Engel.
Claude Engel, né en 1948 à Paris, est un guitariste et compositeur français.

## Biographie
Il a notamment collaboré avec les groupes Magma, Troc et Sid Vicious des Sex Pistols, puis avec le jazzman Herbie Hancock, Larry Carlton, Robben Ford et des artistes de variétés et classiques comme Jean-Jacques Goldman, Pierre Vassiliu, Michel Berger, Johnny Hallyday, Saint-Preux, Véronique Sanson, Catherine Lara, Diane Dufresne, France Gall, Richard Gotainer, Starmania, Richard Cocciante, Francis Cabrel, Roberto Alagna, Sylvie Vartan...
Il est sans nul doute le musicien français le plus enregistré avec un palmarès de plus de 10 000 sessions.[réf. souhaitée]
Sous son nom, Claude Engel a publié deux albums de chansons, deux albums instrumentaux et un 45 tours chanté.
Il a écrit également de nombreuses pièces pour guitare publiées aux éditions « Les Productions d’Oz » au Canada.
Claude Engel a composé la musique de nombreux spots publicitaires, tels que Vittel, BN, Danette, Banga, Saupiquet, Infinitif, Disneyland, Kiri, Francine, etc.[réf. souhaitée]
Il a travaillé en collaboration avec André Franquin dont il a mis en musique les personnages de dessin animé Les Tifous.[réf. souhaitée]

## Discographie comme compositeur

### Années 1970
- 1970 : Magma, Kobaîa, 1er album
- 1971 : Puissance 13+2
- 1971 : More creative pop (Claude Engel, Teddy Lasry, Bernard Lubat)
- 1972 : Lubat, Louiss, Engel Group Live at Montreux 72
- 1972 : Pierre Vassiliu : Attends
- 1972 : 99 % Pop
- 1973 : Claude Engel (ou Engel story)
- 1973 : B.O. du film Vivre ensemble d'Anna Karina
- 1976 : Fantasmagory
- 1977 : Richard Gotainer, Le forgeur de tempos
- 1977 : Catherine Lara : Catherine Lara : réédité sous le titre Vaguement
- 1979 : Richard Gotainer, Contes de traviole
- 1979 : Catherine Lara, Coup d'feel

### Années 1980
- 1980 : Richard Gotainer, Primitif
- 1980 : Catherine Lara, Geronimo
- 1981 : B.O. du film Le maître d'école avec Coluche
- 1981 : Richard Gotainer, Chipie
- 1981 : Diane Dufresne, Suicide
- 1981 : Michel Delpech, Bombay
- 1981 : Catherine Lara, Johan
- 1982 : Richard Gotainer, Chants zazous
- 1982 : Diane Dufresne, Turbulences
- 1983 : Amélie Morin, Le terrestre extra
- 1983 : Catherine Lara, La rockeuse de diamant
- 1983 : Claude Engel, Guitarisme
- 1984 : Richard Gotainer, Le youki
- 1984 : Catherine Lara, Flamenrock
- 1984 : Elisabeth Anaîs, Intimidité / Specimen
- 1985 : Humanoïdéal / Beauté vénéneuse
- 1985 : Zahia, Notre amour sent l'ail
- 1985 : Poil à la pub (recueil de musiques publicitaires)
- 1986 : La Fugue du Petit Poucet, conte de Michel Tournier mis en musique par Claude Engel et dit par Michel Drucker, chanté par Alain Souchon, Jacques Higelin, Fabienne Thibault, Renaud, Vivien Savage, etc.
- 1986 : Diane Dufresne, Follement votre
- 1986 : Richard Gotainer, Caféine
- 1986 : Elisabeth Anaîs, Balance ascendant capricieuse / Mon père un catholique
- 1986 : Zahia, Amour nautique
- 1987 : Diane Dufresne, Top Secret
- 1987 : Gotainer, Vive la Gaule
- 1987 : Elisabeth Anaîs, Qu'est-c'que ça peut rien m'faire
- 1988 : B.O. du film Les Gauloises blondes
- 1988 : Richard Gotainer, Femmes à lunettes
- 1989 : B.O. du film, Rendez-vous au tas de sable

### Années 1990
- 1990 : Richard Gotainer, Ô vous
- 1990 : Les Tifous (série de dessins animés d’après Franquin) Une cinquantaine d’épisodes
- 1992 : Richard Gotainer, D'amour et d'orage
- 1994 : Richard Gotainer, Elle est pas belle la vie ?
- 1995 : Le Gotainer Band, Live au Casino de Paris
- 1997 : Richard Gotainer, Tendance banane

### Années 2000
- 2001 : Autour du blues, Live
- 2004 : Blues for two (Claude Engel et Pascal Bournet)
- 2004 : Duo Ahlert & Schwab, Nowhere left to go
- 2004 : Cosy (avec Pascal Bournet)
- 2006 : Elisabeth Anaîs & Sanseverino, Sous les couvertures
- 2007 : Birgit Schwab, guitare, Le Musée, musique de Claude Engel
- 2010 : Gotainer, Comme à la maison, DVD en concert
- 2011 : Troc 2011 (Universal)

## Discographie sélective comme guitariste

### Années 1970
- 1970 : Joël Daydé, J'aime
- 1970 : Joël Daydé : Paperback Writer
- 1971 : Gilbert Montagné, The Fool
- 1971 : Les Poppys : Non, non, rien n'a changé
- 1971 : Univeria Zekt : The unnamables
- 1972 : Michel Berger : Puzzle
- 1972 : Jean-Claude Vannier / Serge Gainsbourg : L'enfant assassin des mouches
- 1972 : Troc : Old man river / Maybe tomorrow not today
- 1972 : Mort Shuman : Amerika
- 1972 : Michel Colombier : B.O. du film L'héritier
- 1972 : Véronique Sanson : Amoureuse
- 1972 : St Preux : Le Piano sous la mer
- 1973 : Véronique Sanson : De l'autre côté de mon rêve
- 1973 : Françoise Hardy : Message personnel
- 1973 : Michel Polnareff : La fille qui rêve de moi
- 1973 : Dalida, Alain Delon : Paroles... Paroles...
- 1974 : Pierre Vassiliu : Qui c'est celui-là ?
- 1974 : Yves Simon : Respirer, chanter
- 1974 : Nino Ferrer : Le Sud
- 1975 : Pierre Vassiliu, Voyage
- 1975 : Michel Jonasz : Changez tout
- 1975 : Michel Berger : Que l'amour est bizarre
- 1975 : France Gall : Ce soir je ne dors pas
- 1975 : Julien Clerc : This Melody
- 1976 : Rachid Bahri
- 1976 : Mort Shuman : Imagine
- 1976 : Johnny Hallyday : Hamlet
- 1976 : Catherine Lara : Jeu de société
- 1976 : Pop Concerto Orchestra : Big Jim sullivan
- 1977 : Catherine Lara : Catherine Lara
- 1977 : Rosebud, A tribute to Pink Floyd
- 1977 : Michel Zacha : Inutile
- 1977 : Yves Simon : Un autre désir
- 1977 : Françoise Hardy : Star
- 1977 : Jean-Guy Ruff : A vos risques et périls
- 1977 : Serge Gainsbourg : B.O. du film Madame Claude
- 1978 : Starmania
- 1978 : Michel Jonasz : Guigui
- 1978 : Sid Vicious : My way
- 1978 : Julien Clerc : Jaloux
- 1979 : Starmania Le spectacle
- 1979 : Jean-Michel Caradec : Parle-moi
- 1979 : Francis Cabrel : Je l'aime à mourir
- 1979 : Michel Delpech : 5 000 km
- 1979 : André Ceccarelli

### Années 1980
- 1980 : Johnny Hallyday, Ma gueule
- 1980 : Julie Pietri, Magdalena
- 1980 : Claude Puterflam
- 1980 : Johnny Hallyday, À partir de maintenant
- 1980 : Julien Clerc, Quand je joue
- 1981 : Michel Berger, Beaurivage
- 1981 : Buzy, Engrenages
- 1981 : Francis Cabrel, Carte postale
- 1981 : Celmar Engel, Le musicien qui restera toujours derrière celui qui est le premier
- 1981 : France Gall, Tout pour la musique
- 1981 : Johnny Hallyday, En pièces détachées
- 1982 : Danielle Messia, De la main gauche
- 1982 : France Gall, Palais des sports 82
- 1982 : Jean-Jacques Goldman, Au bout de mes rêves
- 1983 : Michel Berger, Voyou
- 1983 : Michel Berger, En public au palais des sports
- 1983 : Jean Schultheis, Grandir
- 1984 : Jean-Jacques Goldman, Positif
- 1985 : Michel Berger, Différences
- 1985 : Johnny Hallyday, Rock n'roll attitude
- 1985 : Alain Souchon, C'est comme vous voulez
- 1987 : France Gall, Babacar

### Années 1990
- 1992 : Berger / Gall, Double jeu
- 1992 : Laurent Voulzy, Caché derrière
- 1994 : Les Charts, Hannibal
- 1994 : Crapou / Lable
- 1995 : Stefan Reynaud, Là-bas
- 1996 : Sylvie Vartan, Live at the Olympia
- 1997 : Native / Anguun / Segara, Anastasia
- 1997 : Yves Duteil, Touché
- 1997 : Isabelle Boulay, États d'amour
- 1998 : Notre-Dame de Paris, comédie musicale de Richard Cocciante et Luc Plamondon
- 1998 : Caroline Jokris, Sans détours
- 1999 : Notre-Dame de Paris « Live » DVD
- 1999 : Jean-Claude Petit, B.O. de la mini-série Chasseurs d'écume
- 1999 : Bruno Pelletier
- 1999 : Da Vinci, The wings of light

### Années 2000
- 2000 : Philippe Sarde, B.O. du film Là-bas, mon pays d’Alexandre Arcady
- 2000 : Johnny Hallyday, B.O. du film Love me de Lætitia Masson
- 2000 : Romeo et Juliette
- 2000 : Happy sixties
- 2000 : Lio chante Prévert
- 2000 : Michel Pascal, On my way
- 2001 : Eleggua
- 2001 : B.O. du film, Origine contrôlée (Serge Perathoner)
- 2001 : Louis Chedid, Bouc Bel Air
- 2001 : Pascal Bournet, The spirit of Ireland
- 2001 : Yves Duteil, Sans attendre
- 2001 : B.O. du film, 8 femmes de François Ozon
- 2001 : B.O. de la série Fabio Montale de José Pinheiro (Serge Perathoner)
- 2001 : Michel Leeb, Bon Basie de Paris
- 2002 : Natasha St-Pierre, De l’amour le mieux
- 2002 : B.O. du film Le Frère du guerrier de Pierre Jolivet (Serge Perathoner)
- 2002 : Le petit prince (comédie musicale Richard Cocciante)
- 2002 : Michel Colombier, Colombier Dreams
- 2002 : Michel Berger, La fille au sax
- 2002 : Cindy (comédie musicale)
- 2003 : Hélène Segara, Humaine
- 2003 : Autant en emporte le vent (comédie musicale)
- 2003 : B.O. du film Le Bleu de l'océan
- 2003 : Nolwenn Leroy
- 2003 : Julien Clerc, Studio
- 2003 : Autour du blues, Volume 2, CD et DVD
- 2003 : Natasha St-Pier, L'instant d'après
- 2003 : Charles Aznavour, Je voyage
- 2004 : Les enfants du soleil (comédie musicale)
- 2004 : Francis Cabrel, Les beaux dégâts
- 2004 : France Gall, La seule chose qui compte
- 2004 : B.O. du film Le lion de José Pinheiro (Serge Perathoner)
- 2005 : Graal (Légende musicale de Catherine Lara)
- 2005 : Richard Cocciante, Songs
- 2005 : Roberto Alagna, Luis Mariano
- 2005 : Michel Leeb, Je te donnerai
- 2005 : Michel Berger / France Gall, Quand on est ensemble
- 2006 : B.O. du film Paris, je t'aime
- 2007 : B.O. du film Danse avec lui (Jean-Claude Petit)
- 2007 : Johnny Hallyday, Le cœur d’un homme
- 2007 : Florent Pagny, Pagny chante Brel
- 2008 : Roberto Alagna, Sicilien
- 2008 : Autour du blues (New Morning, avec Larry Carlton et Robben Ford) DVD
- 2008 : Sylvie Vartan, Palais des congrès 2008, DVD
- 2009 : Sylvie Vartan, Toutes peines confondues
- 2009 : Roberto Alagna, Live à Nîmes, CD et DVD

### Années 2010
- 2011 : Roberto Alagna, Pasión